# Audi A4 IV
Cet article concerne la quatrième génération de l’Audi A4. Pour des informations générales sur l’Audi A4, consultez Audi A4.
L'Audi A4 B8 (type 8K) est la quatrième gamme de la familiale routière Audi A4. La première officielle en salon de l'A4 (8K) berline a eu lieu au salon de l'automobile de Francfort 2007. À partir de décembre 2007, elle a été officiellement livrée en tant que berline à malle. Fin février 2008, la variante break (Avant) est officiellement présentée sur Internet et présentée au public lors du salon international de l'automobile de Genève en mars. La B8 est basée sur le nouveau concept de la plate-forme "MLB de Volkswagen", sur lequel l'Audi A5 est déjà basée et dont tous les modèles ultérieurs du groupe Volkswagen avec moteurs longitudinaux seront basés.
L'A4 ouverte, en revanche, n'était plus proposée, car cette position a été reprise par l'A5 cabriolet au printemps 2009.
En novembre 2011, la gamme A4 a fait l'objet d'un lifting, qui comprenait une révision à la fois technique et visuelle.
La gamme B8 a été fabriquée sur cinq sites de production. Alors que la berline, l'Avant et les modèles S/RS/Allroad sortaient de la chaîne de montage de l'usine Audi d'Ingolstadt, seule la berline était construite à Neckarsulm. À Aurangabad, en Inde, des kits Complete Knock Down pour l'A4 berline provenant de Neckarsulm étaient livrés et assemblés dans les locaux d'une usine Škoda. En Chine, la version à empattement long de la berline, l'A4L, destinée au marché chinois était produite par FAW-Volkswagen à Changchun. À partir de 2011, les kits préfabriqués de l'A4 berline sont finalement assemblés chez Garuda Mataram Motor à Jakarta (Indonésie).
Les véhicules concurrents comparables à l'A4 sont la BMW Série 3 et la Mercedes Classe C, ainsi que l'Infiniti Q50, la Citroën DS5 et la Cadillac ATS.

## Changements par rapport à la prédécesseur

### Conception

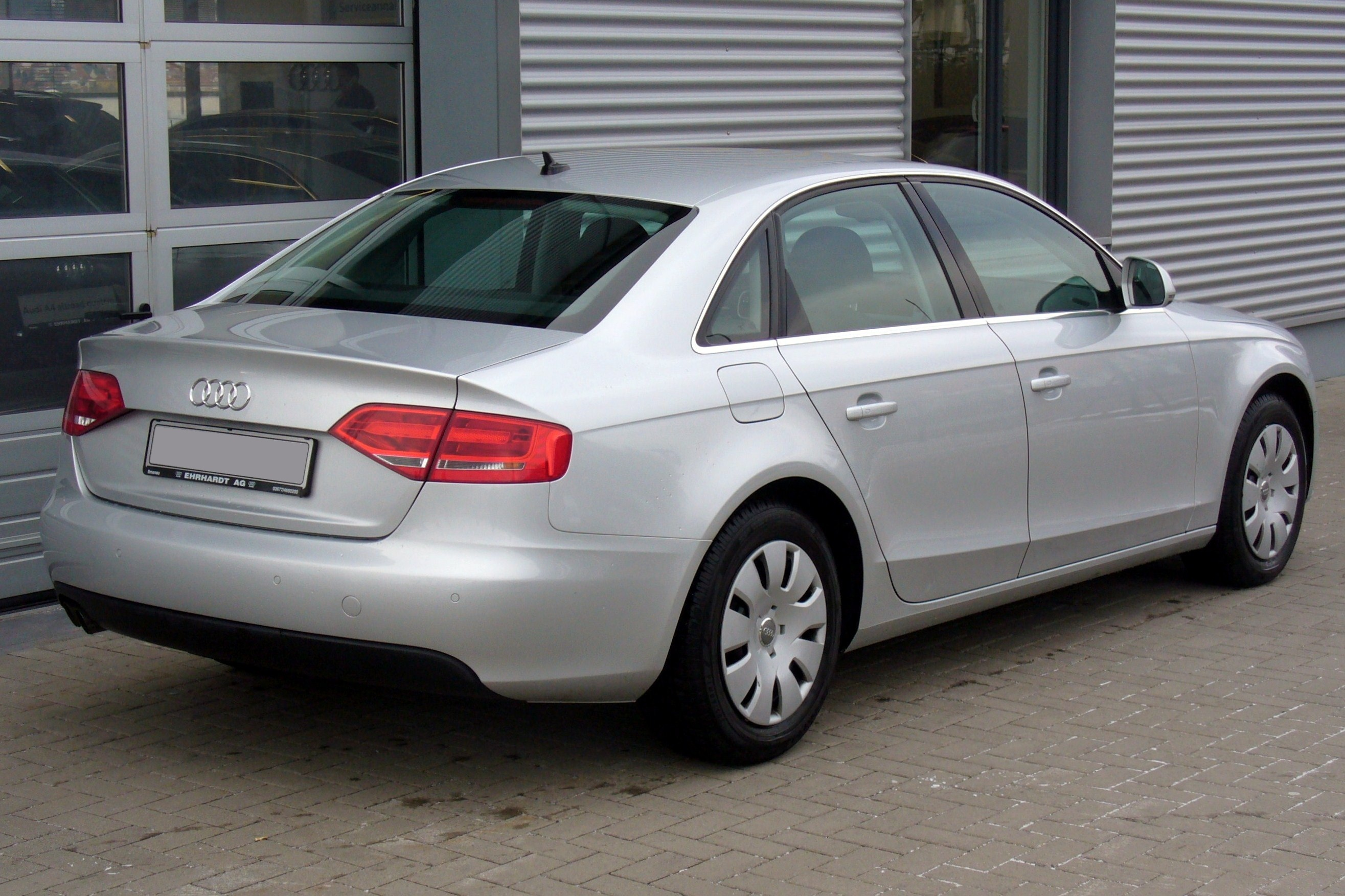
Vue arrière

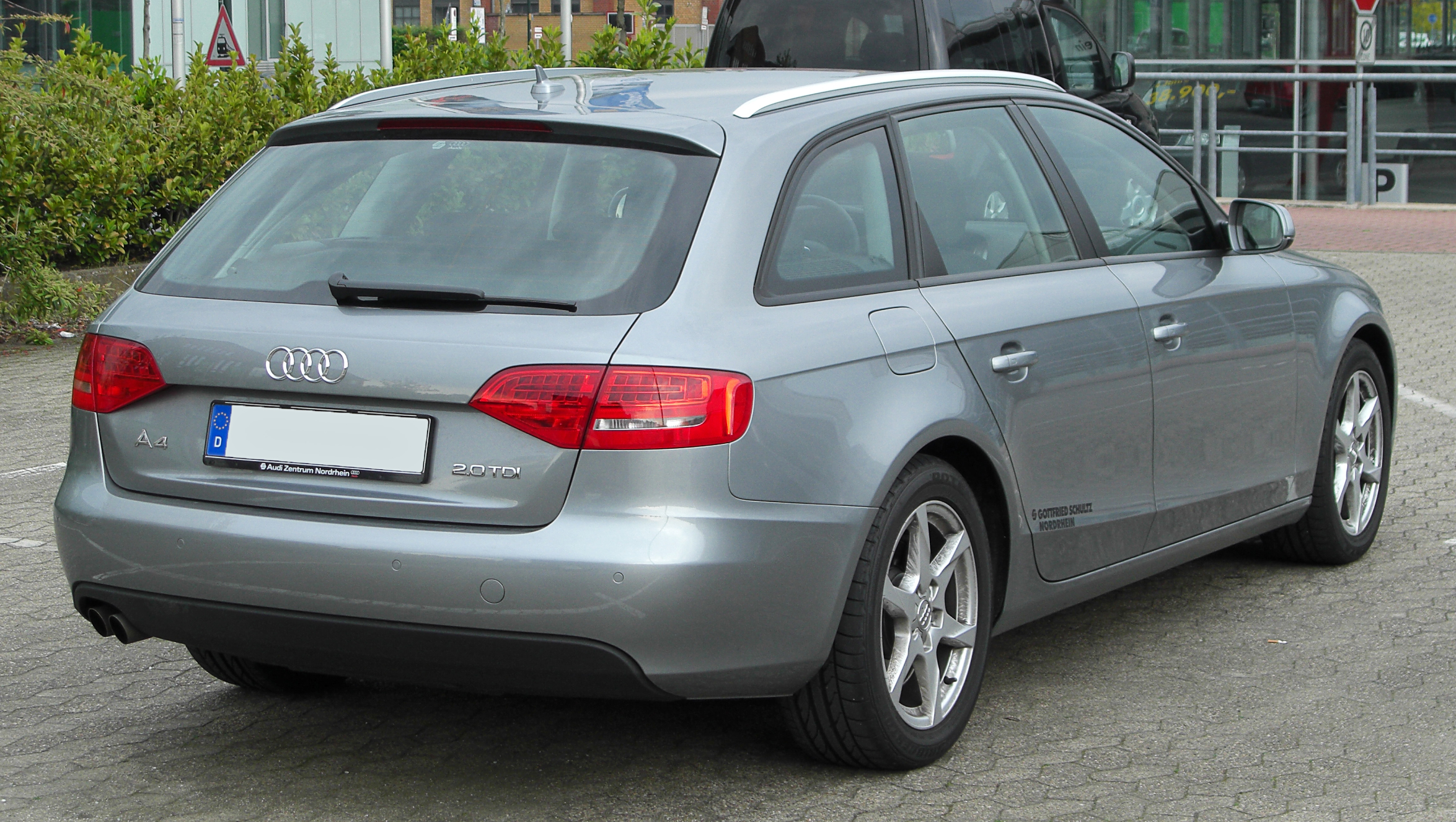
Audi A4 Avant (2008–2011)

L'avant et l'arrière de la quatrième génération de l'A4 sont similaires à l'Audi A5 présentée en mars 2007. Par rapport au modèle précédent, la B7, la voiture est plus longue de 117 mm et plus large de 54 mm. Les grands rétroviseurs extérieurs avec clignotants latéraux à LED intégrés et les feux diurnes à technologie LED disponibles en combinaison avec l'éclairage au xénon optionnel se distinguent en tant qu'éléments de design particulièrement frappants.
Le design de l'intérieur est basé sur celui de l'Audi A5. La console centrale est destinée au conducteur et on retrouve un écran de 6,5 ou 7 pouces au milieu du tableau de bord, pour la radio ou le système de navigation selon l'équipement. Si le système de navigation est installé, il est commandé via un terminal MMI placé dans la console centrale ou via une logique de fonctionnement MMI simulée sur l'écran "normal". Des fonctions importantes telles que le volume de la radio ou la commande de la climatisation peuvent être commandées indépendamment de cette interface de commande.

### Équipement
Comme pour l'Audi A3, trois finitions d'équipements de base ont été proposées pour la première fois dans l'histoire de l'A4 :
- Attraction : La variante de base comprend des jantes de 16 pouces (17 pouces pour les modèles à moteurs six cylindres) et des incrustations avec un aspect platine.
- Ambition : En plus des sièges, du châssis et du volant sport, la finition a orientation sportive comprend de série des jantes de 17 pouces, ordinateur de bord et divers inserts décoratifs avec un aspect aluminium.
- Ambiente : La finition axée sur le confort comprend de série, en plus de la variante Attraction, le chauffage des sièges, régulateur de vitesse, aide acoustique au stationnement arrière, accoudoir central et un volant multifonction.

Dans le cadre des finitions d'équipements, certains équipements spéciaux étaient proposés à un prix inférieur. Par rapport à la prédécesseur, la liste des options a été élargie pour y inclure de nombreux nouveaux développements. En plus de la climatisation automatique standard, un système de climatisation automatique à trois zones était également proposé. La radio standard pouvait être complétée par un système audio de Bang & Olufsen d'une puissance totale de 505 watts ou par un récepteur pour la réception de radio numérique (Digital Audio Broadcasting).
Une autre nouveauté de la B8 était l'Audi drive select, avec lequel divers paramètres du véhicule peuvent être modifiés indépendamment les uns des autres. En plus des caractéristiques comme le réglage de la pédale d'accélérateur, de la transmission automatique et du rapport du système de direction, la "dureté" du châssis peut être ajustée individuellement à l'aide d'un ensemble châssis avec commande électronique des amortisseurs (contrôle d'amortissement continu). La "direction dynamique" est également disponible en option avec cette finition, cela permet d'augmenter ou de diminuer l'angle de braquage, cela peut être spécifié par le conducteur via le volant. De plus, elle peut diriger indépendamment, par exemple si le véhicule dévie.
Une aide au stationnement avec caméra de recul ou affichage visuel via l'écran du tableau de bord et des sièges confort avec ventilation active des sièges ont été proposés en tant que nouvelles fonctions de confort supplémentaires.
Pour la première fois sur la B8, les équipements de sécurité pouvaient être renforcés par divers système d'aide à la conduite tels que
- Alerte de franchissement involontaire de ligne (Audi lane assist/active lane assist),
- Assistant de changement de voie (Audi side assist) et
- Radar de régulation de distance (Adaptive cruise control)

qui ont été ajoutés.
Des sièges enfants peuvent être fixés à tous les sièges de la banquette arrière. Néanmoins, il n'y a pas assez d'espace pour trois sièges enfant côte à côte. Des supports Isofix pour les bords des sièges de la banquette arrière peuvent être commandés sans frais supplémentaires. Pour le siège passager, les supports Isofix et l'airbag commutable coûtent un supplément.

### Technologie
Avec la nouvelle plate-forme, l'essieu avant a été avancé de 154 mm en disposant le différentiel sous l'embrayage ou le convertisseur. Grâce à ce changement
- La dynamique de conduite a été améliorée grâce à une meilleure répartition du poids
- La protection des piétons a été améliorée par le changement d'unité de stockage et
- l'empattement a été allongé de 160 mm.

Les systèmes du freinage, du châssis et de la direction ont été revus et le coefficient de traînée (cx) de la berline a été réduit à 0,27 en optimisant la carrosserie (cx de 0,31 pour l'Avant). La sécurité en cas de collision a également été mise à jour. Par exemple, en 2009, lors du crash test Euro NCAP, l'A4 a reçu la meilleure note de cinq étoiles. Dans le détail, l'A4 obtient 93 % des points pour la protection des occupants, 84 % pour la sécurité des enfants et 39 % pour la protection des piétons.

## Transmission
L'Audi A4 est équipée de série de la traction avant. Le système de transmission intégrale quattro était disponible en option avec différents moteurs.

## Période de construction
- Berline : de septembre 2007 à août 2015
- Break : de mars 2008 à août 2015
- Allroad quattro : de février 2009 à février 2016
- S4 : de novembre 2008 à juin 2015
- RS4 : de juin 2012 à juin 2015

## Variantes du modèle
Pour le marché chinois, la version longue, l'A4L, a été produite à partir de janvier 2009. Cette variante a un empattement plus long de 60 mm et elle était initialement disponible avec deux moteurs essence, le moteur turbo de 2 litres (132 kW/180 ch) et le V6 de 3,2 litres (195 kW/265 ch). Plus tard, le moteur de 1,8 litre (118 kW/160 ch) et un autre moteur turbo de 2 litres (155 kW/211 ch) sont apparus pour l'A4L.
La S4 de cette gamme a été livrée à partir de mars 2009, qui, contrairement à ses prédécesseurs, n'est pas propulsée par un moteur turbo ou atmosphérique, mais par un moteur V6 de 3,0 litres équipé d'un compresseur, qui délivre 245 kW (333 ch).
L'A4 allroad quattro est apparu au début de l'été 2009, il s'agit d'une variante avec une garde au sol accrue pour une utilisation hors route.
En février 2012, l'Audi RS4 de la gamme B8 a été présenté au Salon international de l'automobile de Genève, il n'a été livré qu'en variante Avant à partir de l'automne 2012. Le modèle A4 le plus puissant délivre 331 kW (450 ch) avec un moteur V8 à haut régime de 4,2 litres, utilisé dans le coupé Audi RS5 depuis 2010.

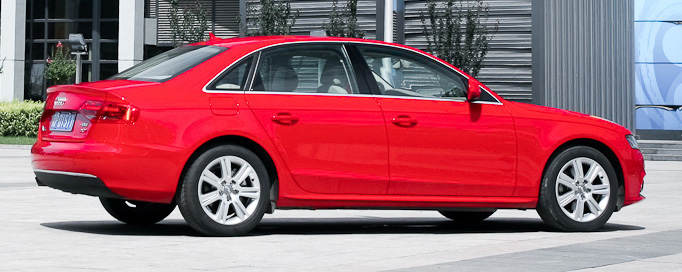
A4L chinoise à empattement long (2009)
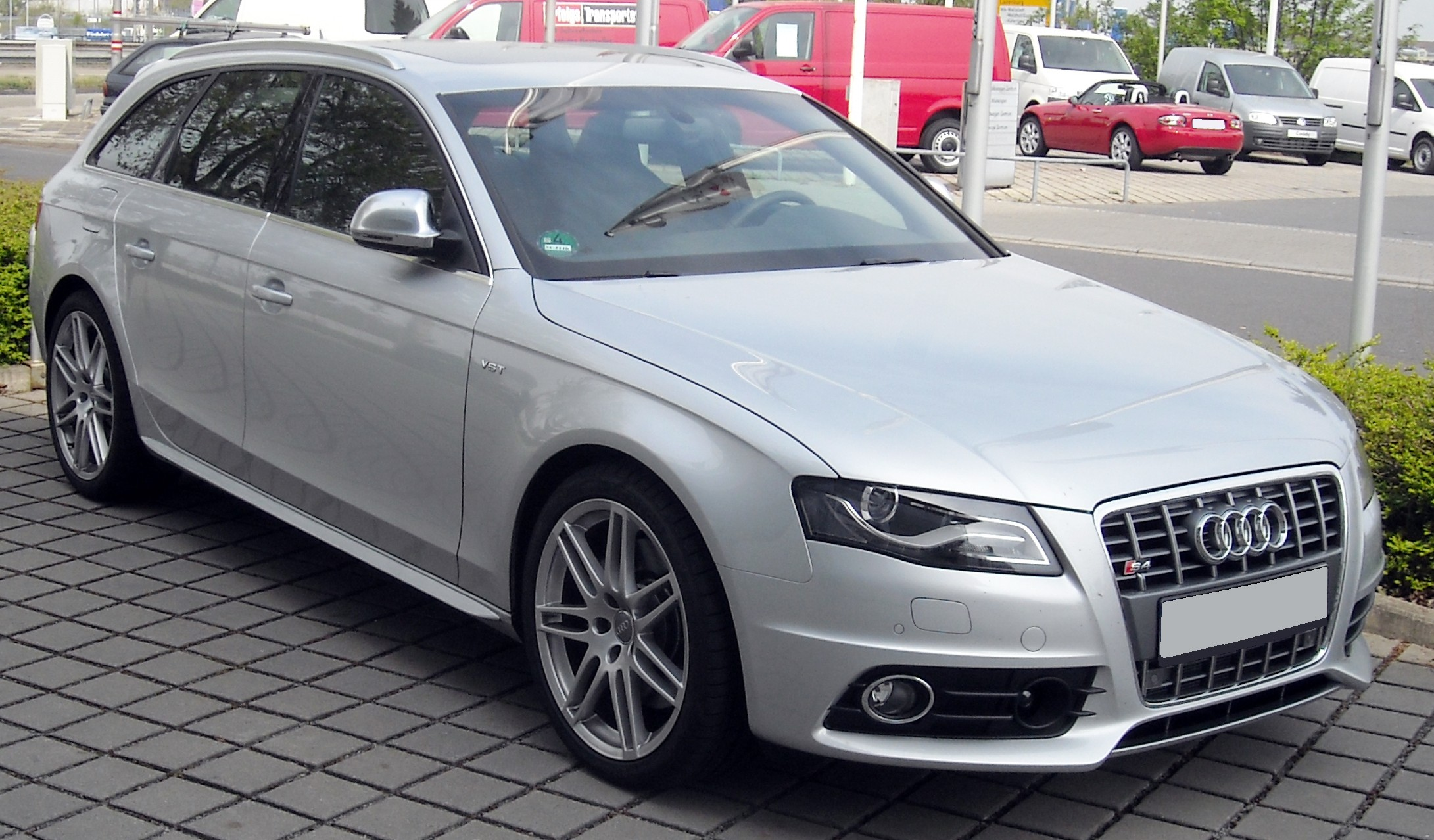
Audi S4 Avant (2009)
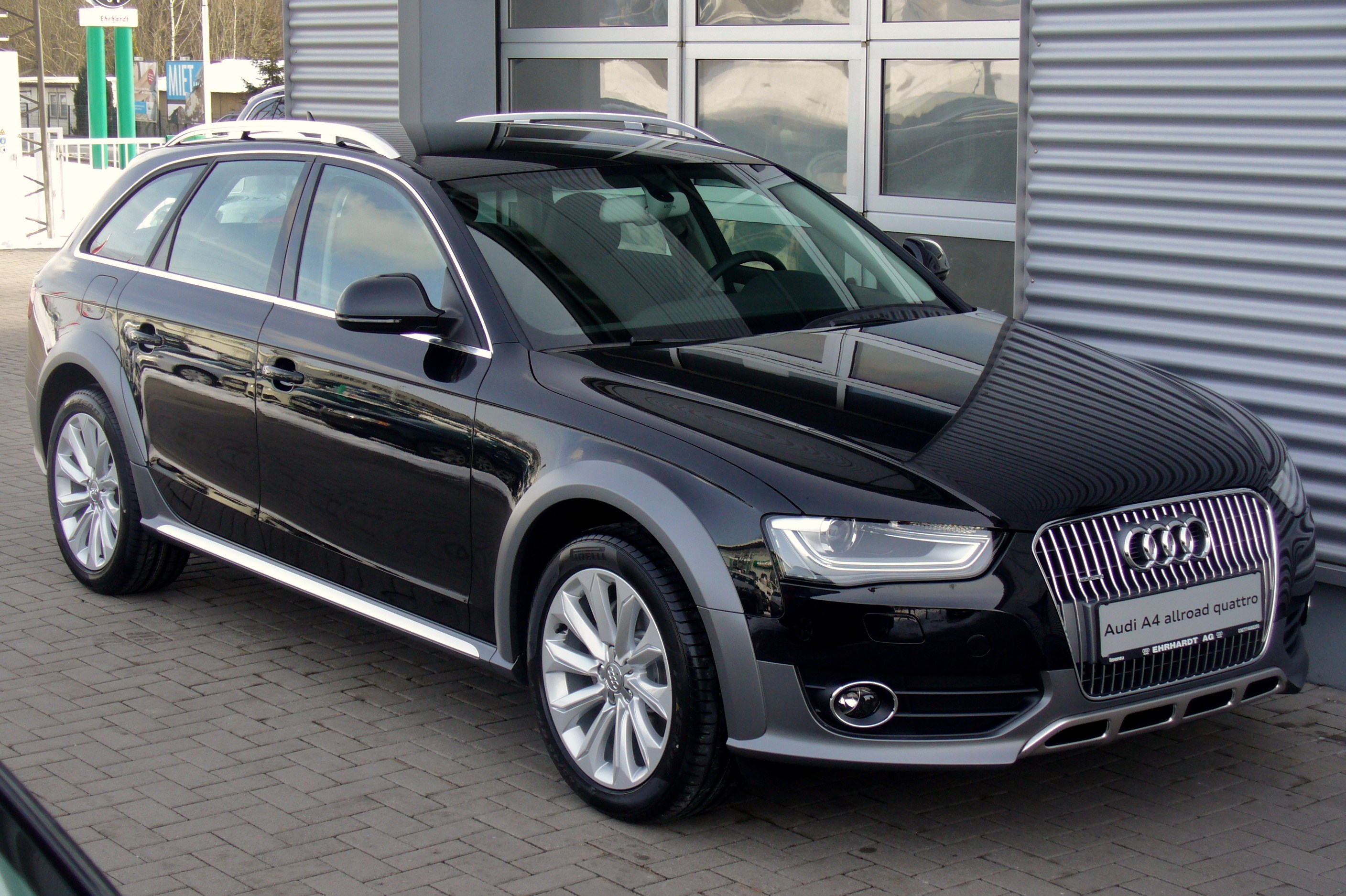
Audi A4 allroad quattro (2011)
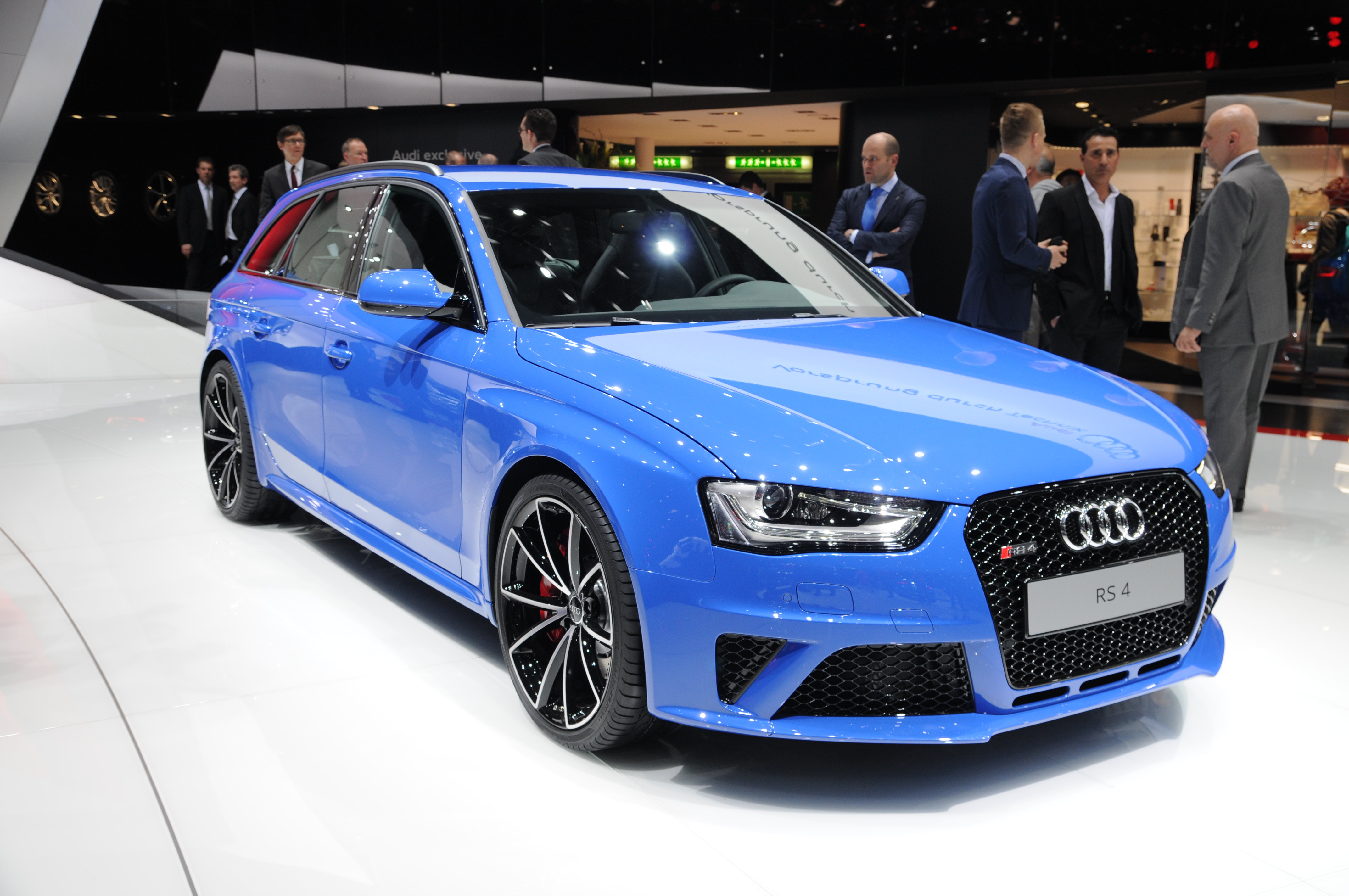
Audi RS4 Avant (2014)

## Motorisations
La gamme de moteurs comprend un nouveau moteur turbo à injection directe de carburant (TFSI) de 1,8 litre, qui délivre 88 kW (120 ch) ou 118 kW (160 ch). Contrairement aux précédents moteurs essence à quatre cylindres en ligne de l'A4, celui-ci dispose, entre autres, d'un entraînement d'arbre à cames sans entretien avec une courroie synchrone et d'une pompe à huile à débit volumétrique. En novembre 2011, une version révisée du moteur de 1,8 litre est apparue avec le lifting de la gamme de modèles. Le moteur a reçu une nouvelle gestion thermique, qui permet d'atteindre plus rapidement la température de fonctionnement, réduisant ainsi les émissions et la consommation de carburant. D'autres changements ont été apportés grâce à des économies de poids et à l'optimisation des frottements. De plus, l'injection directe est complétée par une injection dans le collecteur d'admission, qui est utilisée dans la plage de charge partielle pour réduire les émissions de particules. Le réglage de la levée des soupapes de l'arbre à cames en deux étapes, repris des moteurs essence de 2 litres, est également nouveau.
Le moteur essence V6 de 3,2 litres, connu, de la prédécesseur a été installé dans la B8 avec, entre autres, le réglage de la levée des soupapes en deux étapes côté admission, Audi valvelift (similaire au VTEC de Honda) et une pompe à huile à débit volumétrique optimisé avec un alésage légèrement élargi, ce qui entraîne également plus de déplacement. En conséquence, le moteur offre désormais 7 kW (10 ch) de puissance en plus. De plus, le couple maximal de 330 Nm est disponible de 3 000 à 5 000 tr/min grâce à la nouvelle commande des soupapes. Le moteur essence V6 de 3,2 litres a été abandonné lorsque le lifting est apparu en novembre 2011.
Le moteur diesel de 2 litres adopté de la gamme précédente était - en tant que premier moteur diesel quatre cylindres en ligne du groupe Volkswagen - équipé d'une injection directe à rampe commune (anciennement appelé pompe-injecteur). Les moteurs diesel V6 ont également été revus et offrent désormais plus de puissance. Tous les moteurs diesel sont équipés de série d'un filtre à particules. Depuis 2014, une réduction catalytique sélective avec additif AUS 32 a également été installé dans les moteurs diesel de 2 litres, ce qui réduit les émissions d'oxyde d'azote afin de répondre à la norme d'émissions Euro 6.
Avec l'introduction de la variante break Avant en 2008, d'autres moteurs sont apparus. Viennent ensuite deux moteurs de 2 litres basés sur le moteur turbo de 1,8 litre, qui sont également équipés du système Audi valvelift pour l'arbre à cames d'échappement et délivrent respectivement 132 kW et 155 kW (180 ch et 211 ch). La puissance du moteur de 155 kW a été portée à 165 kW (225 ch) mi-2013. Le moteur de base est le TFSI révisé de 1,8 litre avec 125 kW (170 ch), qui est disponible depuis le lifting.
La nouvelle transmission à double embrayage S tronic à sept rapports est disponible depuis début 2009 pour les modèles à quatre roues motrices avec le moteur essence de 2 litres, le moteur TDI de 3.0 L et l'Audi S4 de cette gamme. La transmission S tronic remplacera progressivement le convertisseur de couple automatique appelé Tiptronic. Elle a célébré sa première dans un véhicule avec moteur installé longitudinalement dans le SUV compact Q5, qui est apparu à l'automne 2008.
L'Audi S4 introduite en 2009 utilise un moteur essence V6 de 3 litres avec suralimentation (compresseur Roots) qui délivre 245 kW (333 ch). Une version de ce moteur avec une puissance réduite à 200 kW (272 ch) est également disponible pour les autres modèles d'A4 depuis début 2012. Le RS4 Avant, apparu mi-2012, est le modèle le plus puissant avec son moteur essence V8 de 4,2 litres. Le moteur atmosphérique à haut régime, basé sur celui de son prédécesseur, délivre 331 kW (450 ch).

## Mises à niveau
Un certain nombre d'innovations ont été introduites pour le lifting de la gamme, qui a été produit à partir de mi-2009. Une version révisée a été proposée pour le système de navigation DVD précédent, le MMI Navigation Plus, il intègre, entre autres, une résolution d'écran plus élevée, fonctionnalité avec la manette, disque dur intégré, saisie vocale d'un mot entier et offres de modèles de ville en 3D. Le disque dur est utilisé pour les données de navigation, mais peut également stocker et lire des morceaux de musique. Le lecteur DVD intégré offre également la possibilité de lire des DVD musicaux et vidéo. Une autre nouveauté concerne les feux arrière à technologie LED pour les feux stop ainsi que les feux arrière pour les véhicules équipés de feux au xénon, ainsi qu'un design de rétroviseur extérieur modifié. À partir de cette année-modèle, les modèles équipés de moteurs essence et diesel de 2 litres associés à une transmission manuelle seront équipés de série d'un système start-stop et d'un système de récupération (freinage régénératif). Dans tous les véhicules à traction avant, l'ESP a été étendu pour inclure un blocage de différentiel électronique ("XDS"), qui freine la roue avant intérieure lorsque la charge est trop élevée dans les virages afin de permettre un comportement de conduite neutre aussi longtemps que possible.
Une autre variante diesel, le moteur TDI de 100 kW (136 ch), a également été lancée et livrée entre début juin 2009 et novembre 2010. Le moteur, connu sous le nom de TDI e de 2.0 L, consommait moins que les autres moteurs diesel de 2 litres grâce à diverses mesures telles que des pneus à faible résistance, un rapport de vitesse modifié, une fonction start-stop, une récupération d'énergie au freinage et une optimisation aérodynamique. Alors que divers extras optionnels ne pouvaient pas être commandés pour la berline avec le moteur TDI e de 2.0 L et que ce moteur n'était disponible qu'avec la gamme d'équipements de base Attraction pour la berline, l'Avant avec le moteur TDI e de 2.0 L pouvait être commandé avec tous les ensembles d'équipements et tous les équipements supplémentaires. La berline était également proposée avec le moteur TDI de 100 kW et toutes les options d'équipement, mais la désignation supplémentaire "e" a ensuite été omise.
Pour le Salon de l'automobile de Francfort 2009, la gamme de moteurs a été élargie pour inclure le modèle diesel propre TDI de 3.0 L. Ce moteur "diesel propre" a un post-traitement des gaz d'échappement au moyen d'une réduction catalytique sélective, qui est réalisée à l'aide de l'additif AUS 32. Cela réduit considérablement les émissions d'oxyde d'azote, ce qui signifie que ce modèle est déjà conforme aux limites Euro 6 annoncées pour 2014.
Un moteur TFSI de 2 litres et 132 kW (180 ch), adapté et optimisé pour fonctionner avec du carburant à l'éthanol (E85), a également été présenté à l'IAA. Le modèle à moteur TFSI de 2.0 L pour carburant flexible peut toujours être ravitaillé en essence et coûte 600 euros de plus, en Allemagne, que son homologue conçu uniquement pour l'essence.
Avec l'année modèle 2011, qui a débuté mi-2010, l'ordinateur de bord, connu sous le nom de Fahrerinformationssystem, a reçu de nouvelles fonctions telles qu'un affichage agrandi des changements de vitesse recommandés, un affichage avec des conseils d'économie et un affichage du carburant avec les exigences individuels des consommateurs. De plus, la spécification de la cylindrée a été omise sur le hayon, à la place, le "lettrage technologique" TDI ou TFSI est utilisé. De plus, à partir de cette année modèle, tous les modèles diesel étaient équipés de série d'une protection contre les erreurs de carburant.
En novembre 2010, le "e" a été supprimé de la désignation du modèle avec le moteur TDI e de 2.0 L. Cependant, les propriétés d'économie de carburant sont conservées et ont été encore améliorées grâce à une optimisation supplémentaire. Contrairement au précédent modèle avec le moteur TDI e de 2.0 L, clui-ci est sans exception uniquement disponible avec la gamme d'équipements Attraction et il peut être configuré avec n'importe quel équipement optionnel. Le nouveau modèle reçoit la désignation supplémentaire "115g" pour la berline et "120g" pour l'Avant, ce qui indique les faibles émissions de CO2 et la faible consommation de carburant.

### Lifting
En novembre 2011, l'Audi A4 subit une révision à la fois technique et optique. A cet effet, la face avant a été redessinée au niveau de la calandre et des phares. L'A4 berline a également reçu de nouveaux feux arrière, dont la forme a également été modifiée.
De plus, sur les modèles équipés de feux arrière à LED, les clignotants sont également conçus à l'aide de la technologie LED. L'intérieur a été amélioré avec de nouveaux matériaux et certaines commandes ont été révisées. Par exemple, le système de navigation MMI a désormais quatre boutons de moins, le réglage du chauffage du siège se fait directement via un bouton, les réglages du véhicule par drive select ne peuvent plus être commandés individuellement par la console centrale et l'ordinateur de bord est équipé d'une recommandation de pause.
En plus d'un châssis révisé, l'Audi A4 a reçu une nouvelle direction assistée, qui fonctionne de manière électromécanique. La gamme de moteurs comprenait des moteurs essence et diesel mis à jour, qui avaient désormais tous un système stop-start automatique de série. Par rapport à son prédécesseur, le moteur essence turbocompressé de 1,8 litre présente un certain nombre d'innovations techniques telles que l'injection directe dans le collecteur d'admission combinées et le réglage de la levée des soupapes en deux étapes, gagnant 7 kW (10 ch) de puissance en plus et 70 Nm de couple en plus. Depuis début 2012, une variante moins performante du moteur TFSI de 3 litres avec suralimentation, connue de l'Audi S4, est également disponible, qui remplace le moteur essence V6 de 3,2 litres qui a été omis depuis le lifting. Parmi les moteurs diesel à quatre cylindres, le TDI de 2 litres le plus puissant délivre désormais 130 kW (177 ch). Une variante de moteur supplémentaire avec une consommation de carburant réduite est également apparue, il s'agit du TDI de 120 kW (163 ch). Le moteur diesel V6 de 2,7 litres a été omis, à la place le TDI de 3 litres était proposé en deux niveaux de puissance (150 kW/204 ch et 180 kW/245 ch) et il n'était disponible qu'avec des transmissions automatiques lors du lancement sur le marché.
La transmission quattro a également été revue. En conjonction avec la transmission automatique S-tronic, le système de traction intégrale de sixième génération avec différentiel central à couronne était désormais disponible, qui, en plus d'une meilleure traction, dirige un maximum de 70% du couple d'entraînement vers l'essieu avant et 85% à l'essieu arrière. Un «différentiel sport» était également disponible en option pour les modèles quattro avec la transmission S tronic et le moteur de 3 litres; Ce différentiel utilise deux embrayages multidisques pour répartir de manière continu la puissance du moteur sur l'essieu arrière entre la roue gauche et la roue droite (répartition du couple).
L'équipement standard et spécial est resté presque inchangé. Un couvercle de coffre à ouverture et fermeture électriques était disponible en tant que nouvelle option pour les modèles Avant (de série à partir de mi-2014). D'autre part, certains systèmes d'aide à la conduite ont été élargis pour inclure de nouvelles fonctions. L'alerte de franchissement involontaire de ligne Active lane assist assiste désormais également le conducteur avec des interventions de direction correctives. À des vitesses inférieures à 30 km/h et si une collision est imminente, le radar de régulation de distance Adaptive cruise control applique automatiquement les freins. Le système de navigation MMI Navigation Plus prend en charge l'accès en ligne Audi connect, celui-ci peut coupler via Bluetooth un téléphone mobile compatible avec Internet ou gérer l'utilisation d'une carte SIM pour avoir un accès aux services de trafic, météo ou multimédia.
Pour l'année modèle 2014, qui sera produite à partir de mi-2013, la puissance du moteur TDI de 2,0 litres a été augmentée, passant de 105 kW (143 ch) à 110 kW (150 ch). Le moteur TFSI de 2,0 litres a également reçu une augmentation de puissance, passant de 155 kW (211 ch) à 165 kW (225 ch). Ce moteur est basé sur le TFSI de 1,8 litre et 125 kW (170 ch), qui a été révisé depuis le lifting. Le moteur TFSI de 165 kW a donc les mêmes innovations techniques que son homologue de 1,8 litre introduit précédemment. La même variante de moteur est également proposée dans le lifting de l'Audi Q5 depuis fin 2012. Les moteurs TFSI de 125 kW et 165 kW respecteront également la norme d'émissions Euro 6 à partir de cette année modèle.
En février 2014, les deux moteurs TDI 2,0 litres de 100 kW (136 ch) et 120 kW (163 ch) ont été présentés sous la nouvelle désignation de modèle "A4 Ultra". La consommation de carburant combinée pouvait être réduite jusqu'à 4 litres aux 100 km grâce à l'optimisation de la carrosserie et aux rapports de démultiplication modifiés. Une version du moteur TDI de 2.0 L a également été lancée avec une puissance de 140 kW (190 ch). Les trois moteurs diesel répondent à la norme Euro 6 grâce à l'utilisation d'une réduction catalytique sélective.
À partir de mi-2014, le couvercle du coffre à ouverture et fermeture électriques était de série sur l'Avant. Le moteur TFSI de 3.0 L répond également désormais à la norme d'émissions Euro 6 grâce à l'utilisation d'un collecteur d'admission combiné et d'une injection directe.

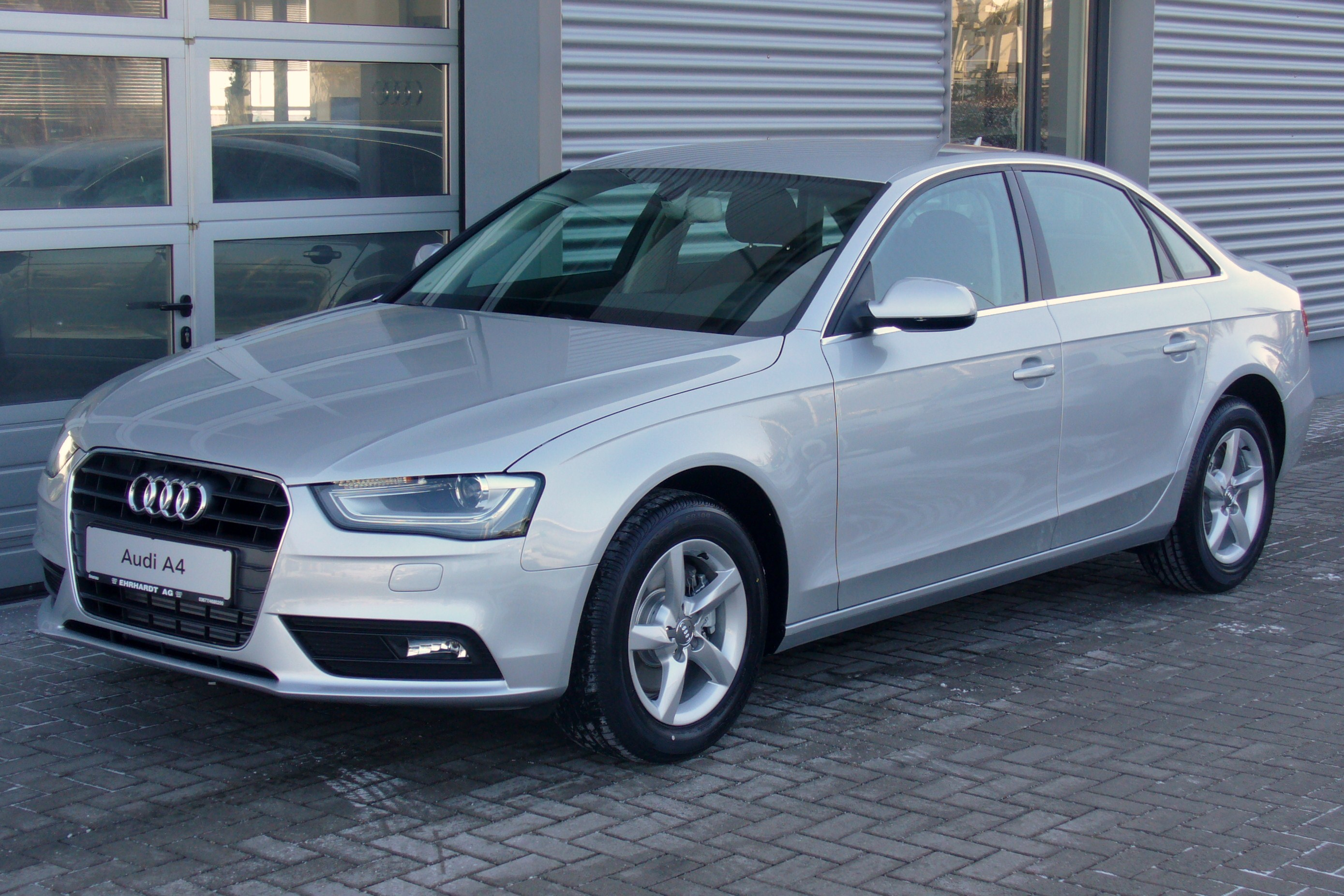
Audi A4 berline (2011–2015)
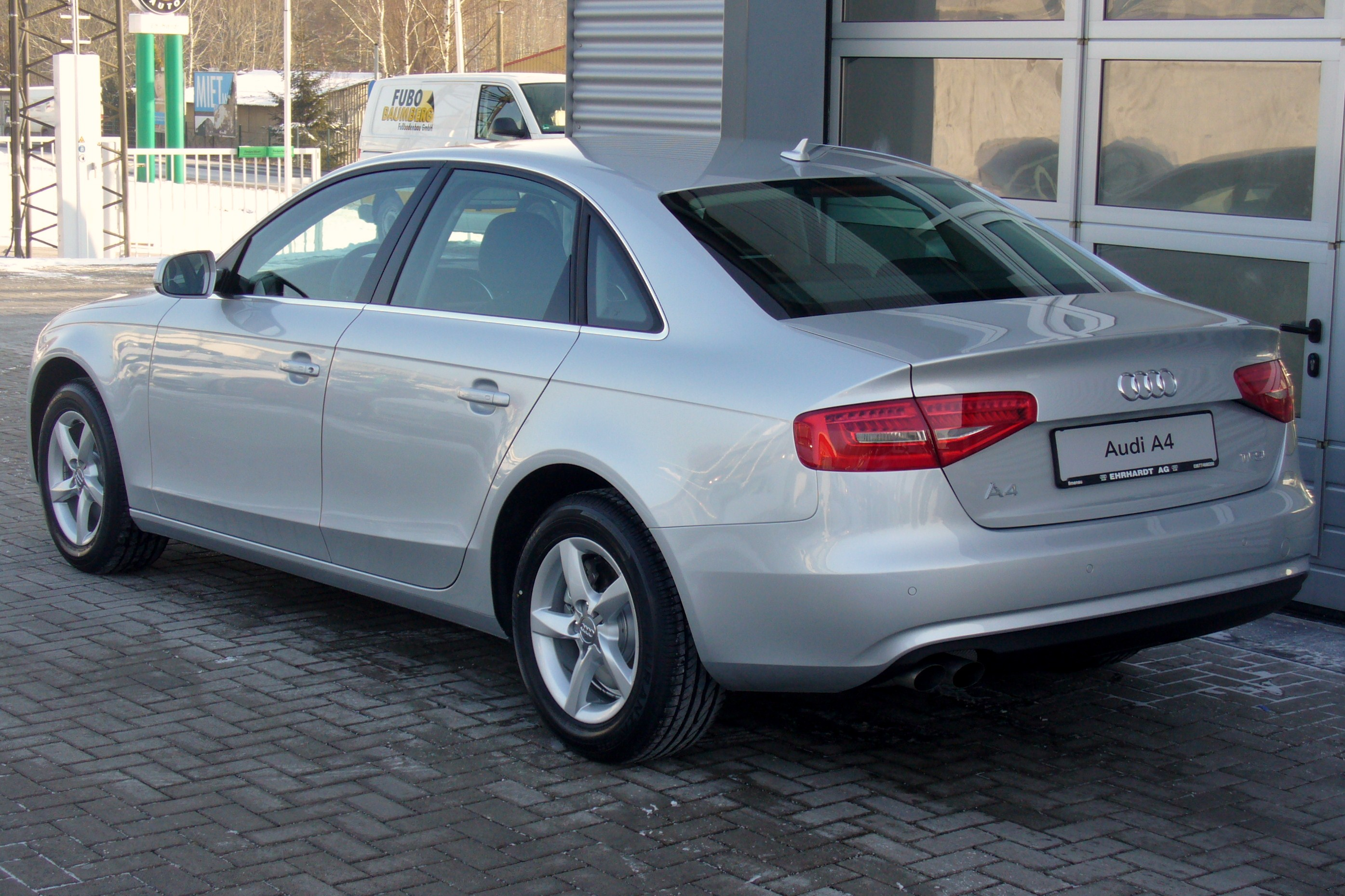
Vue arrière
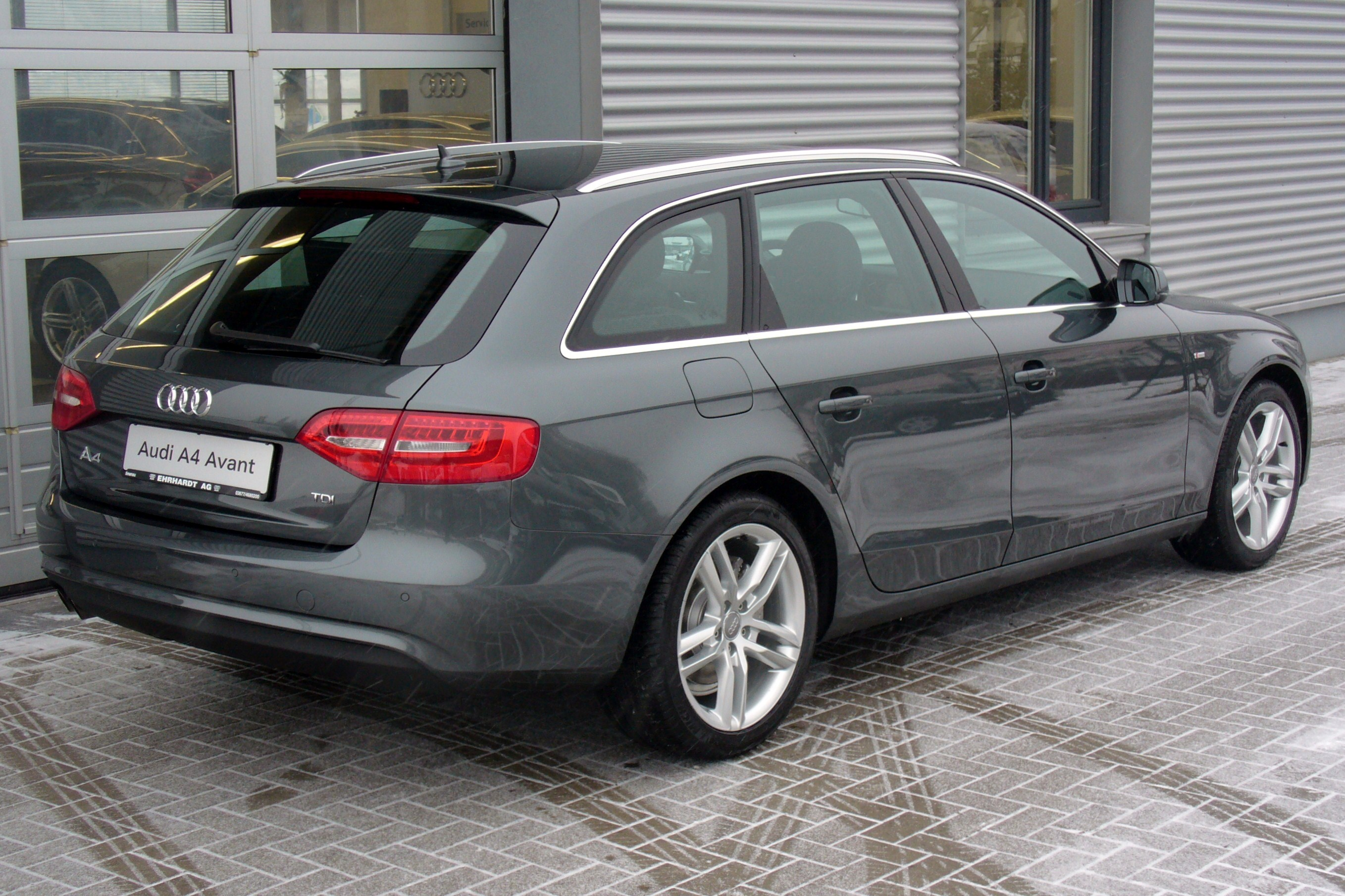
Audi A4 Avant (2011–2015)
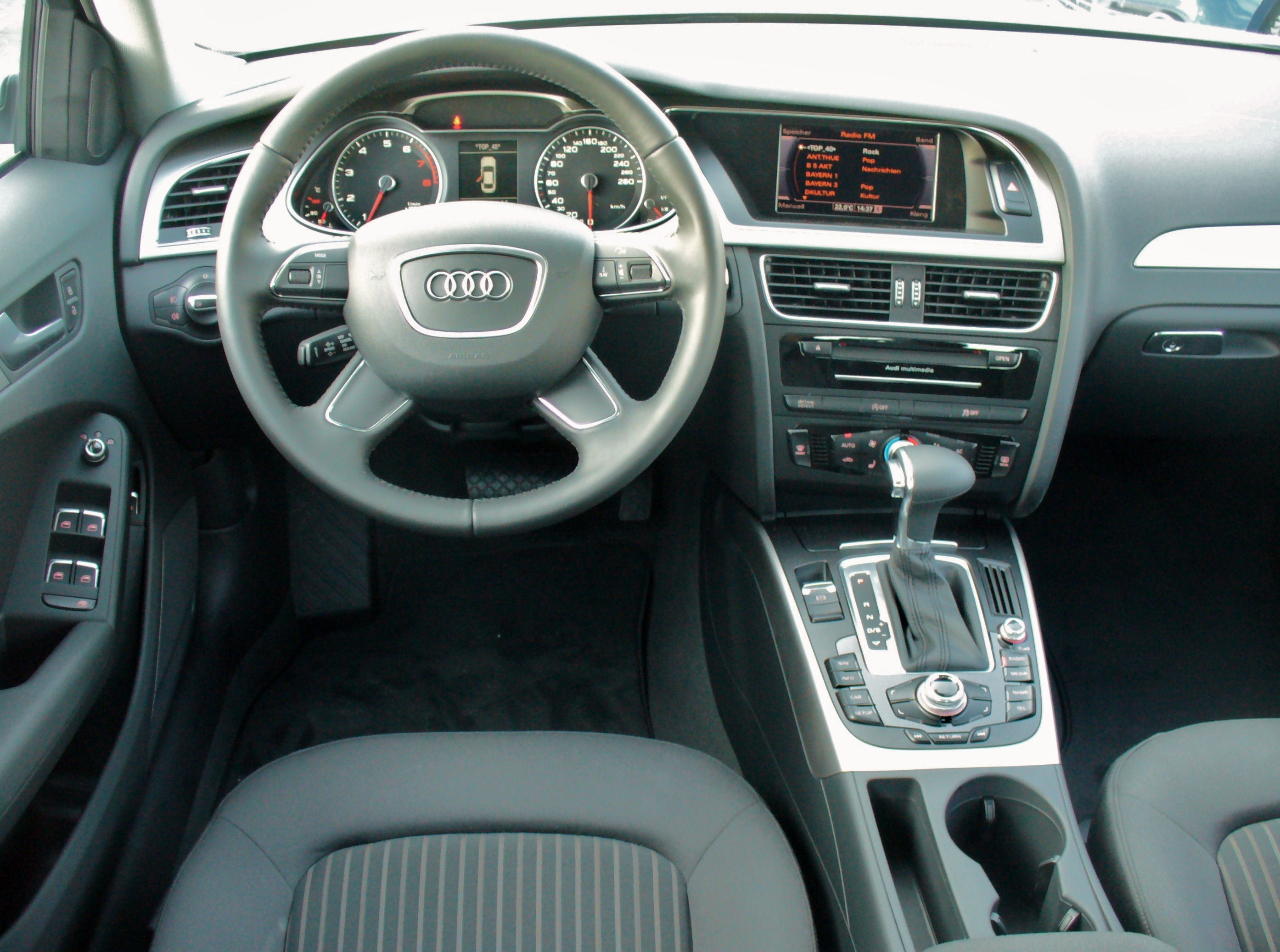
Intérieur

## Nouvelles immatriculations
Selon la Kraftfahrt-Bundesamt, 531 260 A4/S4/RS4 ont été nouvellement immatriculées en Allemagne de 2007 à 2014.
| Année | Nouvelles immatriculations | Diesel | Propriétaires commerciaux |
| ----- | -------------------------- | ------ | ------------------------- |
| 2014, | 48.278                     | 87,6 % | 88,1 %                    |
| 2013, | 48.310                     | 84,9 % | 87,6 %                    |
| 2012, | 57.633                     | 80,6 % | 83,9 %                    |
| 2011, | 59.056                     | 79,6 % | 81,4 %                    |
| 2010, | 59.863                     | 81,3 % | 77,6 %                    |
| 2009, | 75.341                     | 77,9 % | 67,9 %                    |
| 2008, | 98.714                     | 70,4 % | 72,6 %                    |
| 2007  | 84.092                     | 77,3 % | aucune information        |

## Anecdotes
- Contrairement à la prédécesseur, tous les modèles B8 sont équipés de série de vitres électriques à l'arrière et d'un frein de stationnement électromécanique au lieu d'un frein à main.
- Contrairement à la prédécesseurs, les sorties d'échappement des modèles diesel sont droites et non pliées.
- Un plancher de chargement réversible était fourni de série dans le coffre de l'Avant, avec d'un côté un bac à poussière et de l'autre un plancher de véhicule recouvert de moquette.
- Comme dans l'Audi A5, les aiguilles du compte-tours et du tachymètre s'orientent dans une plage de 0° à 270° dans le sens des aiguilles d'une montre et par rapport au cercle unité.
- Les grands rétroviseurs extérieurs sont un hommage à une homologation de type UE qui s'appliquera à toutes les voitures particulières nouvellement immatriculées à partir de 2010[40].
- Les feux de jour standard étaient désormais utilisés avec des phares halogènes. Ceux-ci sont générés par une lampe halogène séparée.
- Les poignées de portes pliantes, connues, des gammes précédentes ont été remplacées par des poignées en forme de U, qui facilitent l'accès au véhicule après un accident.
- Le réservoir de carburant de la B8 a une capacité de 65 litres pour les véhicules à traction avant (5 litres de moins que la prédécesseur), tandis que la capacité du réservoir pour les modèles à traction intégrale est de 64 litres (63 litres pour la prédécesseur). Le lifting apparu en novembre 2011 dispose d'un réservoir de carburant de 63 litres (61 litres pour les véhicules à traction intégrale).